# Revolver360
Revolver360 est un jeu vidéo de type shoot 'em up développé par Cross Eaglet et édité par Active Gaming Media, sorti en 2010 sur Xbox 360 (via le Xbox Live Indie Games).
Un remake intitulé Revolver360 Re:Actor est sorti sur Windows en 2014.

## Accueil
- Canard PC : 7/10 (PC)[1]